# Peperomia oxyphylla
Peperomia oxyphylla är en pepparväxtart som beskrevs av C. Dc.. Peperomia oxyphylla ingår i släktet peperomior, och familjen pepparväxter. Inga underarter finns listade i Catalogue of Life.